# Neobythites somaliaensis
Neobythites somaliaensis är en fiskart som beskrevs av Nielsen, 1995. Neobythites somaliaensis ingår i släktet Neobythites och familjen Ophidiidae. Inga underarter finns listade i Catalogue of Life.